# سائولیاشباش
سائولیاشباش (انگلیسی: Saulyashbash) یک شهرک در شهرستان کالتاسینسکی استان باشقیرستان کشور روسیه است.